# Pat Conroy (pisarz)

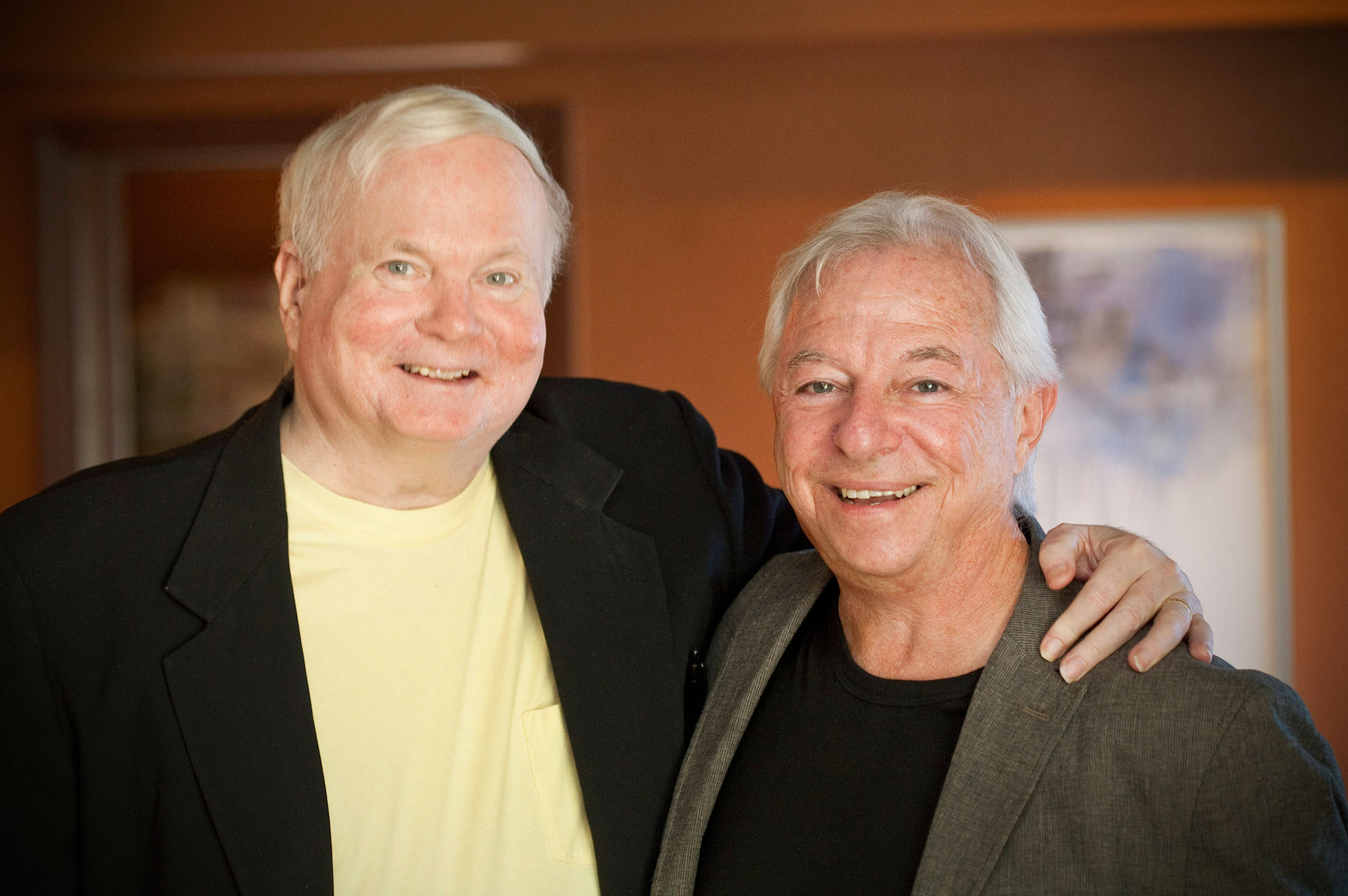
Pat Conroy (z lewej) oraz Tom Poland, 2013

Pat Conroy (ur. 26 października 1945 w Atlancie, zm. 4 marca 2016 w Beaufort – amerykański pisarz.
Autor takich powieści jak: Wielki Santini (1976, zekranizowana w 1979), Władcy dyscypliny (1980), Książę przypływów (1986, zekranizowana w 1991) oraz Muzyka plaży (1995).
Książki Conroya są ściśle związane z jego trudnym dzieciństwem. Był najstarszy z siedmiu braci. Jego ojciec, oficer marynarki wojennej, używał w wychowywaniu dzieci przemocy psychicznej jak i fizycznej. Następnie rodzice zmusili go do rozpoczęcia nauki w wojskowym koledżu "Cytadeli". Władze koledżu uważały, że jest on najlepszy z powodu okrutnego systemu eliminacji pierwszorocznych kadetów. Conroy jednak ukończył go na kierunku anglistyki. Chcąc uniknąć służby w wojsku podjął pracę nauczyciela, został z niej jednak zwolniony.